# Myrmecophilus bifasciatus
Myrmecophilus bifasciatus is een rechtvleugelig insect uit de familie mierenkrekels (Myrmecophilidae). De wetenschappelijke naam van deze soort is voor het eerst geldig gepubliceerd in 1846 door Fischer von Waldheim.